# Tephritis spreta
Tephritis spreta är en tvåvingeart som först beskrevs av Friedrich Hermann Loew 1861.  Tephritis spreta ingår i släktet Tephritis och familjen borrflugor.
Artens utbredningsområde är Egypten. Inga underarter finns listade i Catalogue of Life.